# Theodor Kallifatides
Theodor Kallifatides (en griego: Θοδωρής Καλλιφατίδης; Molaoi, Grecia, 12 de marzo de 1938) es un escritor sueco de origen griego.

## Biografía
Se trasladó con sus padres a Atenas en 1956 y emigró a Suecia en 1964 en busca de trabajo. Allí se adaptó y dominó rápidamente el sueco, lo que le permitió retomar sus estudios. Se matriculó en la Universidad de Estocolmo en filosofía. Licenciado, trabajó en dicha universidad como profesor entre 1969 y 1972. Inició su carrera de escritor en 1969 con un libro de poesía, pero el reconocimiento lo obtuvo principalmente gracias a sus novelas. Ha publicado novelas, recopilaciones de poesía, libros de viajes y obras de teatro. También ha escrito guiones cinematográficos y ha dirigido una película. Ha recibido varios premios por su trabajo, tanto en Grecia como en Suecia, como el premio Dobloug en 2017. Su obra se ha traducido a más de veinte idiomas.

## Obras

### Poesía
- Minnet i exil: dikter (1969)
- Tiden är inte oskyldig: dikter (1971)

### Narrativa
Trilogía policíaca Kristina Vendel
- Ett enkelt brott (2000)
- Den sjätte passageraren (2002)
- I hennes blick (2004)

Obras independientes
- Utlänningar (1970)
- Bönder och herrar (1973). Publicado en español con el título Campesinos y señores, Barcelona: Galaxia Gutenberg, 2024. nº 336 Traducción de Carmen Montes Cano y Eva Gamundi Alcaide.
- Plogen och svärdet (1975). Publicado en español con el título El arado y la espada, Barcelona: Galaxia Gutenberg, nº 342. 2024. Traducción de Carmen Montes Cano y Eva Gamundi Alcaide.
- Den grymma freden (1977). Publicado en español con el título Una paz cruel, Barcelona: Galaxia Gutenberg, 2024. nº 358 Traducción de Carmen Montes Cano y Eva Gamundi Alcaide.
- Den sena hemkomsten. Skisser från Grekland (1976)
- Kärleken (1978)
- Mitt Aten (1978)
- En fallen ängel (1981)
- Brännvin och rosor (1983)
- Människor, skolböcker, minnen (1986)
- Lustarnas herre (1986)
- En lång dag i Athen (1989)
- Sidospår (1991)
- Vem var Gabriella Orlova? (1992)
- Cypern: en resa till den heliga ön (1992)
- Ett liv bland människor (1994)
- Svenska texter (1994)
- Det sista ljuset (1995)
- Afrodites tårar: om gamla gudar och eviga människor (1996)
- De sju timmarna i paradiset (1998)
- För en kvinnas röst: en kärleksdikt (1999)
- Ett nytt land utanför mitt fönster (2001)
- En kvinna att älska (2003)
- Herakles (2006)
- Mödrar och söner (2007).  Publicado en español con el título Madres e hijos, Barcelona: Galaxia Gutenberg, S.L., 2020, traducción de Selma Ancira.[4]
- Vänner och älskare (2008)
- Slump: kollektiv roman (2008)
- Det gångna är inte en dröm (2010). Publicado en español con el título Lo pasado no es un sueño (2021), Barcelona: Galaxia Gutenberg, traducción de Selma Ancira.[4]
- Brev till min dotter (2012)
- Med sina läppars svalka (2014)
- Ännu ett liv (2017). Publicado en español con el título Otra vida por vivir, Barcelona: Galaxia Gutenberg, S.L., 2019, traducción de Selma Ancira.[4]
- Slaget om Troja (2018). Publicado en español con el título El asedio de Troya, Barcelona: Galaxia Gutenberg, S.L., 2020, traducción de Neila García Salgado.[4]

## Filmografía
Como realizador y guionista
- 1980: Kärleken[5]

Como guionista
- 1972: Jag heter Stelios de Johan Bergenstråhle[5]

## Premios y reconocimientos
- Medalla de Oro del Círculo de Bellas Artes (2023).[6]